# Pseudoconis maculipennis
Pseudoconis maculipennis är en insektsart som beskrevs av Meinander 1972. Pseudoconis maculipennis ingår i släktet Pseudoconis och familjen vaxsländor. Inga underarter finns listade i Catalogue of Life.